# Глеваховский поселковый совет
Глева́ховский поселковый совет (укр. Глевахівська селищна рада) — входит в состав
Васильковского района
Киевской области
Украины.
Административный центр поселкового совета находится в 
пгт Глеваха.

## История
- 1973 — дата образования.

## Населённые пункты совета
- пгт Глеваха